# Aflatoxin B1
Aflatoxin B1 ist eine chemische Verbindung aus der Gruppe der Aflatoxine, die als Difuranocumarine eingestuft werden. Es sind stark substituierte Cumarinderivate, die einen kondensierten Dihydrofurofuran-Anteil enthalten.

## Vorkommen
Aflatoxine sind sekundäre Stoffwechselprodukte, die von verschiedenen Pilzstämmen wie Aspergillus flavus und Aspergillus parasiticus produziert werden und als Kontaminanten in einer Vielzahl von Kulturpflanzen – Getreide, Ölsaaten, Nüssen und Gewürzen – weit verbreitet sind und daraus entstehenden Produkten wie zum Beispiel Milch und Trockenmilch nachgewiesen wurden. Unter diesen Toxinen gilt Aflatoxin B1 als das am häufigsten vorkommende und auch als das schädlichste.

## Gewinnung und Darstellung
Eine Totalsynthese von Aflatoxin B1 wurde 1967 durch George Büchi et al. beschrieben. In einer vielstufigen Synthesesequenz erhält man das racemische Aflatoxin B1 ausgehend von 2,4,6-Trihydroxyacetophenon über die Zwischenstufe 5-Benzyloxy-7-methoxy-4-methylcumarin.

## Eigenschaften
Aflatoxin B1 hat eine hohe thermische Stabilität auch bei hohen Temperaturen (>100 °C), die verhindert, dass sie bei der Lebensmittelherstellung thermisch abgebaut werden. Die Karzinogenität und immunsuppressive Wirkung von Aflatoxin B1 wurde bei allen Tierarten, einschließlich Geflügel, Forellen, Rindern und Ratten, ausführlich dokumentiert, wobei die Inzidenz je nach Tierart, Geschlecht und Alter unterschiedlich ist. Die Toxizität für den Menschen wurde im Zusammenhang mit verschiedenen Ausbrüchen akuter Vergiftungen, insbesondere in Entwicklungsländern, untersucht. Viele epidemiologische Studien befassten sich mit dem Zusammenhang zwischen der Aufnahme von Aflatoxinen über kontaminierte Lebensmittel und gesundheitlichen Problemen. Die verwandte Verbindung Aflatoxin M1 ist ein Hauptmetabolit von Aflatoxin B1 bei Menschen und Tieren. Aflatoxin B1 ist per se inaktiv, wird jedoch durch Verstoffwechselung in den chemisch reaktiven, an DNA bindenden Metaboliten Aflatoxin-B1-8,9-epoxid überführt.

## Externe Links zu erwähnten Verbindungen
1. ↑  Externe Identifikatoren von bzw. Datenbank-Links zu 5-Benzyloxy-7-methoxy-4-methylcumarin:  CAS-Nr.: 6844-06-0, Wikidata: Q124454807.